# Julio Vargas-Prada
Julio Vargas-Prada Peirano (Lima, 11 de junio de 1921 - Lima, 14 de julio de 2003) fue un abogado y escritor peruano. Publicó bajo el seudónimo de Julio Julián.

## Biografía
Hijo de Luis Manuel Vargas Prada y de María Esther Peirano Falconí.
Realizó sus estudios escolares en el Colegio de La Salle y en el Colegio Sagrados Corazones Recoleta, ambos ubicados en Lima.
Estudió Derecho en la Pontificia Universidad Católica del Perú, en la cual obtuvo el grado de Bachiller en Derecho y Ciencias Políticas en 1944 y el título de abogado en 1946. 
Desde estudiante, escribió con el seudónimo de Julio Julián.
Realizó artículos periodísticos para los diarios El Comercio y La Crónica.  
Se casó con Rosa Mendiola de la Puente, con quien tuvo 3 hijos: Norma, Liliana y Julio.  

## Carrera
Inició su labor en el sector público como Funcionario de la Superintendencia General de Contribuciones.
De 1949 a 1952 fue Agregado Cultural en la Embajada del Perú en España, en la gestión del embajador Eloy Ureta Montehermoso.
De 1952 a 1954 fue Asesor del ministro de Educación, Alfonso Balaguer Regalado.
De 1953 a 1955 fue director de la División de Ciencias Sociales en la Escuela Normal Central de la Cantuta.
De 1958 a 1961 fue director general de Radioemisoras y Servicios de Difusión del Estado.
En el Gobierno de la Junta Militar (1962-1963) fue designado Secretario General de la Junta de Gobierno, con rango ministerial. Luego de ello fue nombrado Embajador en Uruguay por el presidente Nicolas Lindley, cargo en el que se mantuvo hasta 1964.
En el Primer Gobierno de Fernando Belaúnde, fue designado Embajador en República Dominicana (1964) y luego Embalador en Finlandia (1967-1969).
En el Gobierno Revolucionario de la Fuerza Armada fue nombrado Embajador del Perú en Colombia, cargo que ejerció hasta 1971.
Fue catedrático en la Universidad de San Martín de Porres, en la cual dirigió el Centro de Investigaciones Jurídicas de la Facultad de Derecho. También se desempeñó como docente en la Pontificia Universidad Católica del Perú, en la Universidad Nacional Mayor de San Marcos y en la Universidad Inca Garcilaso de la Vega. 
Falleció en Lima en 2003.

## Publicaciones
- Beca en el Paraíso: un curso práctico de derecho y política internacionales (2017). Póstumo
- Dominio Marítimo (1991)
- Problemas Jurídicos Contemporáneos (1997)
- Derecho y Política Internacionales (1986)
- Destierro: cartas a los peruanos (1978)
- El proceso cultural del Perú (1954)
- Modernas interpretaciones del Perú (1949)

### Obras literarias
- Las manzanas todavía están prohibidas, añoranzas (1966)
- Los diablos azules (1962)
- ¡Hay nieve en la sierra! (1954)
- Cielo Rojo (1951)